# Slowakische Badminton-Mannschaftsmeisterschaft 2016
Die Slowakische Badminton-Mannschaftsmeisterschaft 2016 war die 23. Auflage der Teamtitelkämpfe in der Slowakei. Meister wurde Betpres Košice.

## Endstand
| Platz | Team                 | Spiele | G | U | V | Spielpunkte | Punkte |
| ----- | -------------------- | ------ | - | - | - | ----------- | ------ |
| 1.    | Betpres Košice       | 8      | 6 | 2 | 0 | 47:17       | 14     |
| 2.    | Spoje Bratislava     | 8      | 5 | 2 | 1 | 40:24       | 12     |
| 3.    | CEVA Trenčín         | 8      | 4 | 2 | 2 | 39:25       | 10     |
| 4.    | TJ Lokomotíva Košice | 8      | 2 | 0 | 6 | 29:35       | 4      |
| 5.    | KPŠ Košice           | 8      | 0 | 0 | 8 | 5:59        | 0      |